# S440-es személyvonat
Az S440-es személyvonat egy személyvonat Székesfehérvár vasútállomás és Pusztaszabolcs vasútállomás között. A járatok ötjegyű mellékvonali vonatszámot viselnek, amely 341-gyel kezdődik. A járatok teljes egészében Siemens Desiro motorvonatokból állnak.

## Története
2013-ban elkezdték bevezetni a viszonylatjelzéseket a budapesti elővárosi vasútvonalakon, majd kis részben az országos vasúti közlekedésben is. Az augusztusi próbaüzemet követően december 15-től először a Déli pályaudvarra érkező összes vonat kapott S-, G- vagy Z- előtagot (Személy, Gyors, Zónázó) és két számból álló utótagot, majd 2014-ben az összes többi budapesti elővárosi vonat, illetve néhány egyéb járat, köztük ez is. A Budapestet érintő vonatok két, míg a fővárost nem érintő vonatok három számjegyű számokat kaptak. Ezen logika mentén a vasútvonal számozása alapján a 44-es számú vasútvonalon közlekedő, addig elnevezés nélküli, Székesfehérvár és Pusztaszabolcs közt közlekedő személyvonat 2014. december 14-én S440-es jelzést kapott. 1-2 óránként közlekedik Székesfehérvár és Pusztaszabolcs között.
A Budapest–Pusztaszabolcs-vasútvonal 2018–2019-es felújítása alatt ideiglenesen nem közlekedtek a vonatok, helyette pótlóbusz közlekedett. Emellett egy új gyors pótlóbusz is közlekedett amely   Z440 -es jelzést kapott, ami Székesfehérvár és Pusztaszabolcs között nem állt meg.
2021. december 12-étől a munkanap reggeli és a délutáni csúcsidőben plusz betétjáratok közlekednek, így Pusztaszabolcs felé reggel 5-8, illetve délután 13-18 óra között, Székesfehérvár felé pedig 6-9, valamint 14-19 óra között óránként követik a járatok egymást hétköznap.
2022. április 3-tól Seregélyes-Szőlőhegy és Seregélyes megállóhelyeken a vonatok csak feltételesen állnak meg.

## Útvonala
A vonat jelenleg ütemes menetrend szerint, 2 óránként jár Székesfehérvártól Pusztaszabolcsig. A járatok közül nem mindegyik áll meg Börgönd vasútállomáson.
| 0  | 0  | Pusztaszabolcs végállomás | 33 | 34 | Helyközi buszok S40 , S42 |
| 9  | 9  | Zichyújfalu               | 26 | 27 | Helyközi buszok |
| 14 | 14 | Seregélyes-Szőlőhegy      | 19 | 20 | |
| 17 | 17 | Seregélyes                | 16 | 17 | |
| 26 | ∫  | Börgönd                   | ∫  | 10 | |
| 35 | 34 | Székesfehérvár végállomás | 0  | 0  | 13, 13A, 13G, 13Y, 20, 30, 31, 31E, 32, 33, 34, 35, 36, 37, 38, 40, 41, 43, 44 Helyközi buszok S30 , G30 , Z30 , S34 , S35 , G43 , S150 , IC, InterRégió, sebesvonat, gyorsvonat, expresszvonat, személyvonat |